# Gennes-Val-de-Loire
Gennes-Val-de-Loire (2016–2017 Gennes-Val de Loire) ist eine französische Gemeinde mit 8.452 Einwohnern (Stand: 1. Januar 2022) im Département Maine-et-Loire in der Region Pays de la Loire. Sie gehört zum Arrondissement Saumur und zum Kanton Doué-en-Anjou (die Ortschaften Les Rosiers-sur-Loire und Saint-Martin-de-la-Place gehören zum Kanton Longué-Jumelles). 
Gennes-Val de Loire wurde zum 1. Januar 2016 als commune nouvelle aus den Gemeinden Chênehutte-Trèves-Cunault, Gennes, Grézillé, Saint-Georges-des-Sept-Voies und Le Thoureil gebildet. Der Verwaltungssitz befand sich zunächst in Gennes.
Zum 1. Januar 2018 wurden Les Rosiers-sur-Loire und Saint-Martin-de-la-Place eingemeindet. Der Verwaltungssitz wechselte daraufhin nach Les Rosiers-sur-Loire. Gleichzeitig wurde die Schreibweise der Gemeinde auf die jetzige Form geändert.

## Geographie
Gennes-Val-de-Loire liegt etwa 25 Kilometer ostsüdöstlich vom Stadtzentrum von Angers an der Loire. Umgeben wird Gennes-Val-de-Loire von den Nachbargemeinden La Ménitré im Norden, Beaufort-en-Anjou im Norden und Nordosten, Longué-Jumelles und Saint-Clément-des-Levées im Osten und Nordosten, Vivy im Osten und Südosten, Saumur im Süden und Südosten, Verrie, Dénezé-sous-Doué und Louresse-Rochemenier im Süden, Tuffalun im Südwesten sowie Brissac Loire Aubance im Westen.

## Gliederung
| Ortsteil                                          | ehemaliger INSEE-Code | Fläche (km²) | Einwohnerzahl (2022) |
| ------------------------------------------------- | --------------------- | ------------ | -------------------- |
| Chênehutte-Trèves-Cunault                         | 49094                 | 27,61        | .0975                |
| Gennes (Verwaltungssitz 2016/2017)                | 49149                 | 32,52        | 2.353                |
| Grézillé                                          | 49154                 | 17,62        | .0611                |
| Saint-Georges-des-Sept-Voies                      | 49279                 | 15,22        | .0656                |
| Le Thoureil                                       | 49346                 | 11,02        | .0409                |
| Les Rosiers-sur-Loire (Verwaltungssitz seit 2018) | 49261                 | 26,11        | 2.325                |
| Saint-Martin-de-la-Place                          | 49304                 | 14,84        | 1.123                |

## Sehenswürdigkeiten

### Chênehutte-Trèves-Cunault

#### Sehenswürdigkeiten in Chênehutte
- Kirche „Notre Dame des Tuffeaux“ (romanisch, 11./12. Jahrhundert; im 19. Jahrhundert vergrößert)
- Ruinen der Kirche St-Pierre (10. Jahrhundert)
- Le Manoir de Grissay, Gutshaus, eigentlich eine Kapelle aus dem 13. Jahrhundert
- Grundmauern eines römischen Tempels („Temples du Villiers“)

#### Sehenswürdigkeiten in Trèves

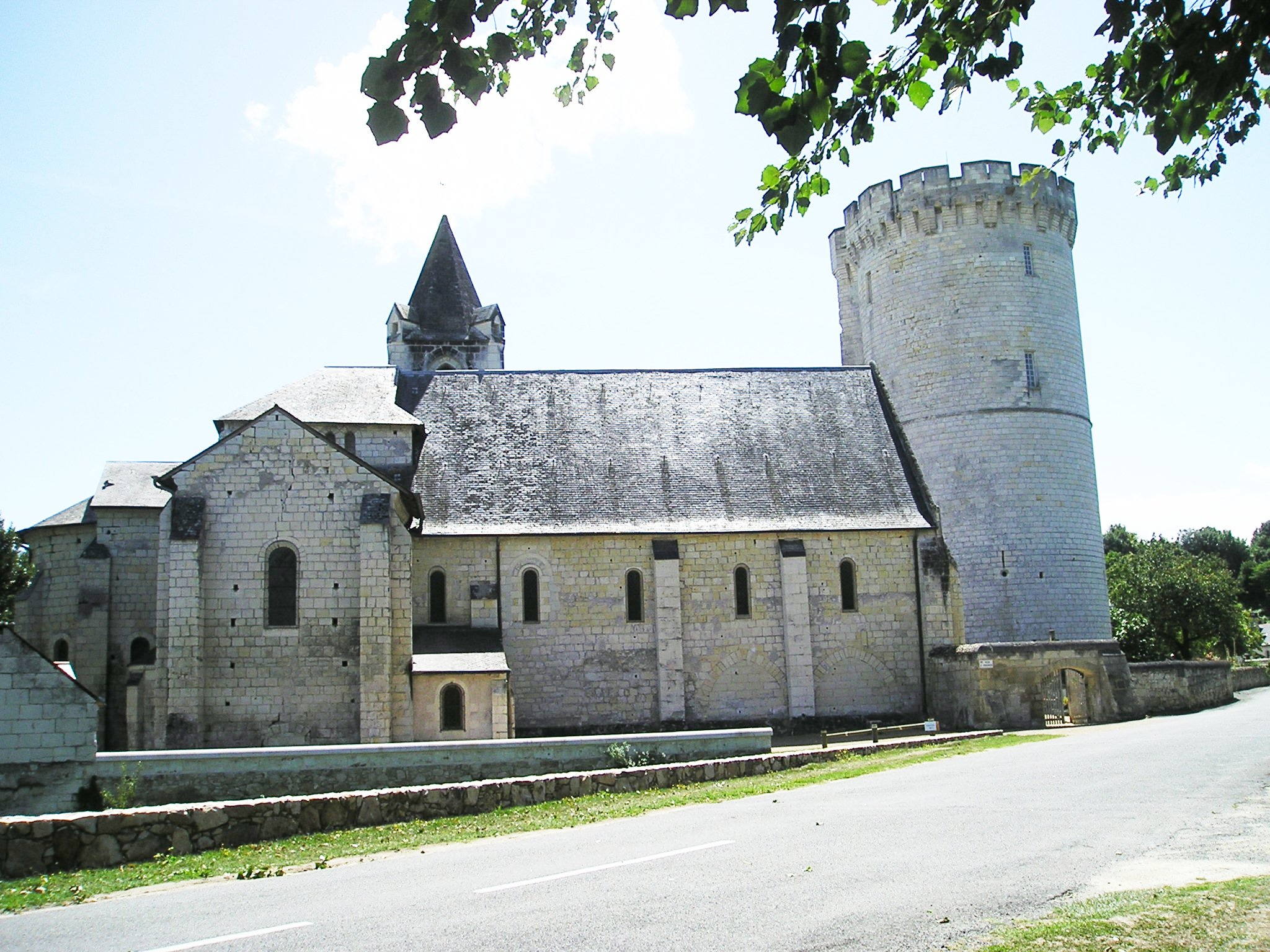
St-Aubin mit Donjon in Trèves
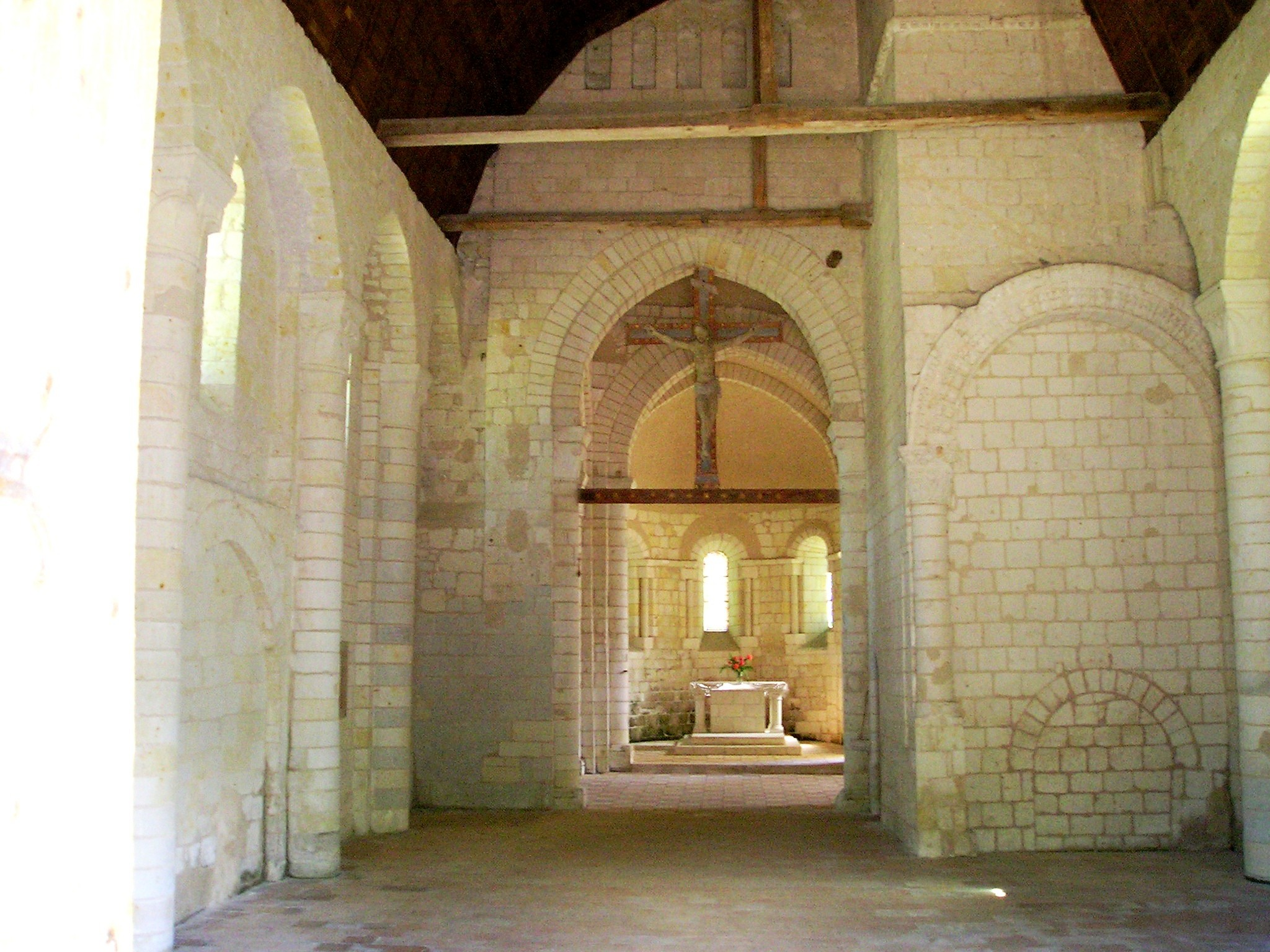
St-Aubin, Innenansicht
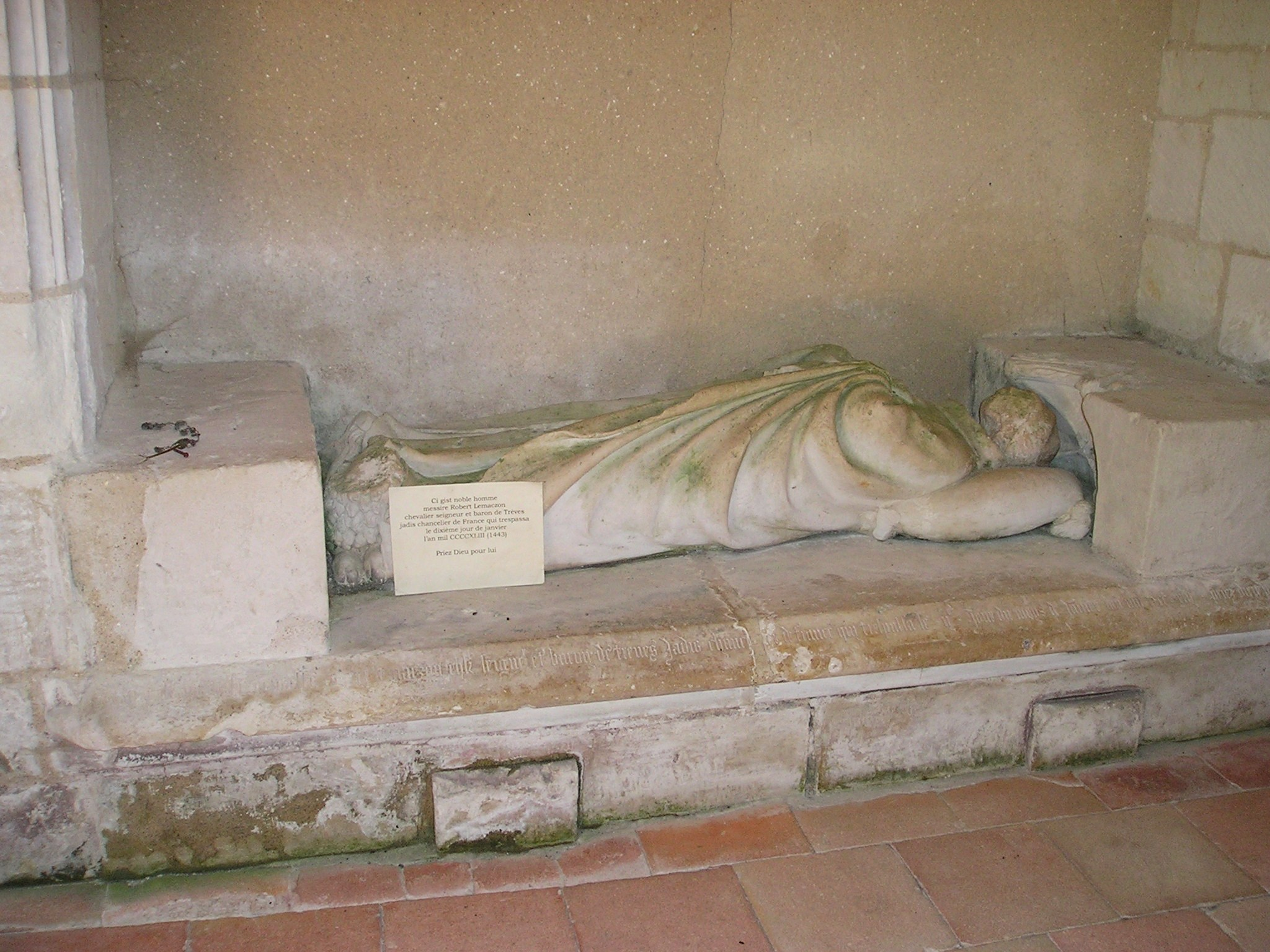
St-Aubin, Grabdenkmal des Robert le Mascon

- Prioratskirche St-Mace (12. Jahrhundert)
- Turm von Treves („Donjon“, 15. Jahrhundert), von Robert le Mascon erbauter Bergfried einer im 18. Jahrhundert abgerissenen Burg, deren Ursprünge bis ins 11. Jahrhundert zurückreichen.
- Kirche St-Aubin (11./12. Jahrhundert; mit Porphyr-Taufbecken des 12. Jahrhunderts und Grab des Robert le Mascon)
- Eremitage St-Jean (12. Jahrhundert)

#### Sehenswürdigkeiten in Cunault
- Ehemalige Abteikirche „Notre-Dame de Cunault“ (ab 1100 errichtet, romanisch; 233 reich gestaltete Kapitelle u. a. m.)
- Ruinen der Kirche St-Maxentiolus (12. Jahrhundert; nach einem Sturm 1754 abgetragen)
- Logis du Prieur (1510 errichtet; kaum veränderter Renaissance-Bau)
- Schloss (aus Gebäuderesten des Kommanditärpriorats des 16. Jahrhunderts im 19. Jahrhundert neu errichtet; neugotisch)

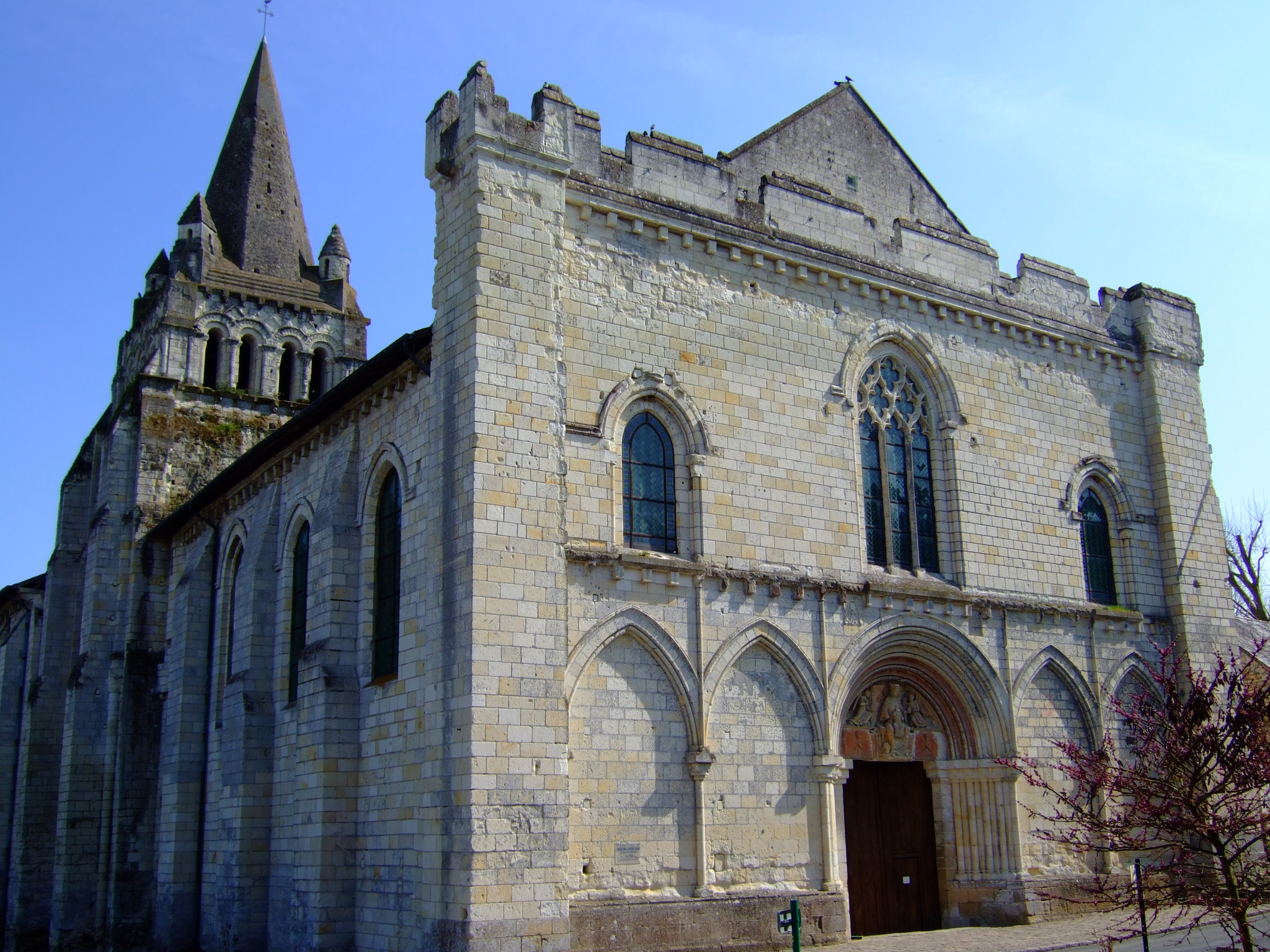
Kirche Notre-Dame
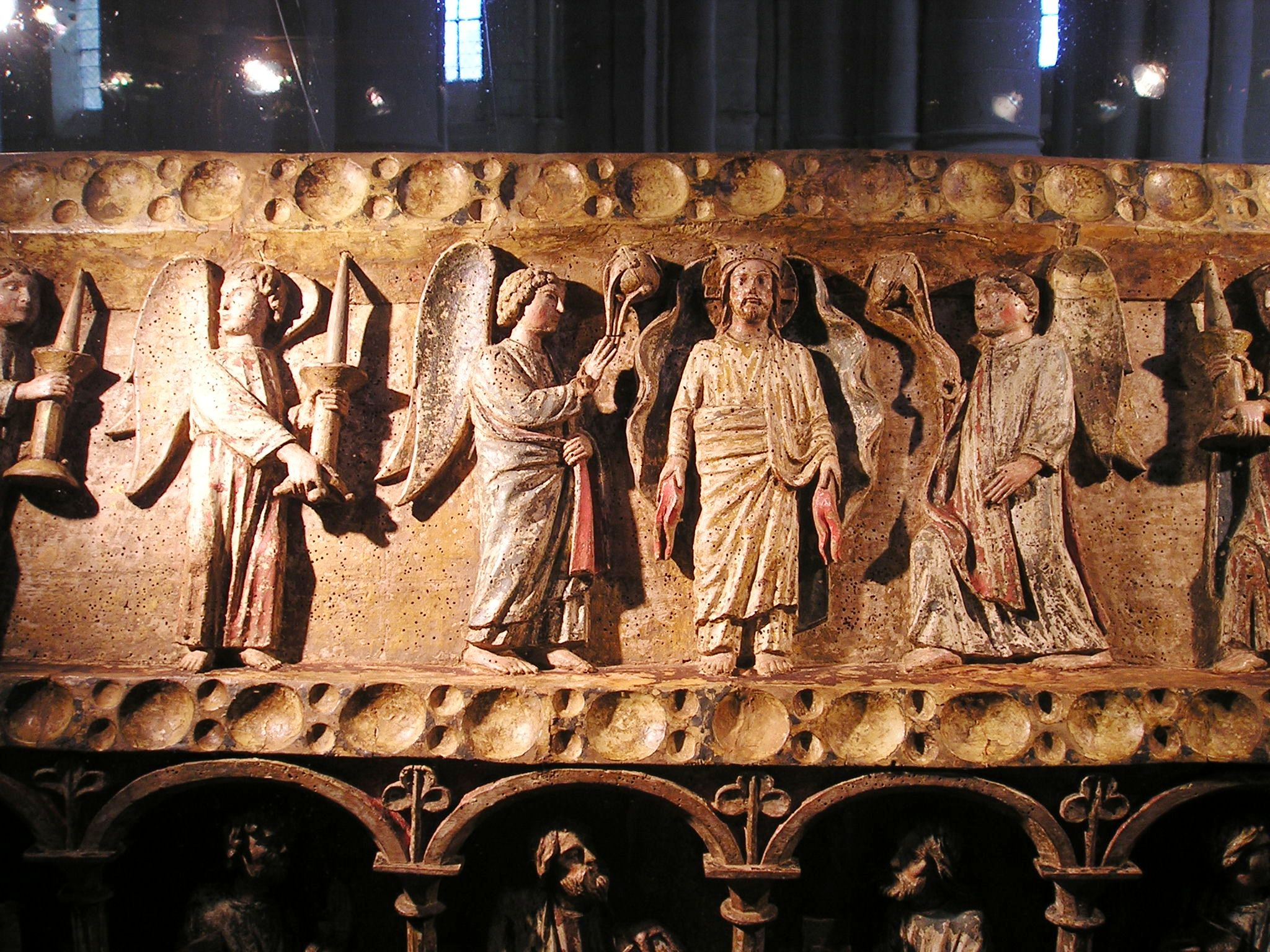
Cunant, Notre-Dame, Maxentiolus-Reliquienschrein, Detail

### Gennes
- Kirche Saint Eusèbe auf einer Anhöhe über dem Ort (12. Jahrhundert); Glockenturm des 13. Jahrhunderts
- Kirche Saint Vétérin (12. Jahrhundert)
- Loire-Brücke, eine Hängebrücke, errichtet 1948
- 4 Dolmen und 2 Menhire
- gallo-römische Reste, u. a. ein Amphitheater
- Häuser des 15. und 16. Jahrhunderts
- Schloss von Milly-le-Meugon
- Öffentlicher Waschplatz (Lavoir) aus dem 16. Jahrhundert

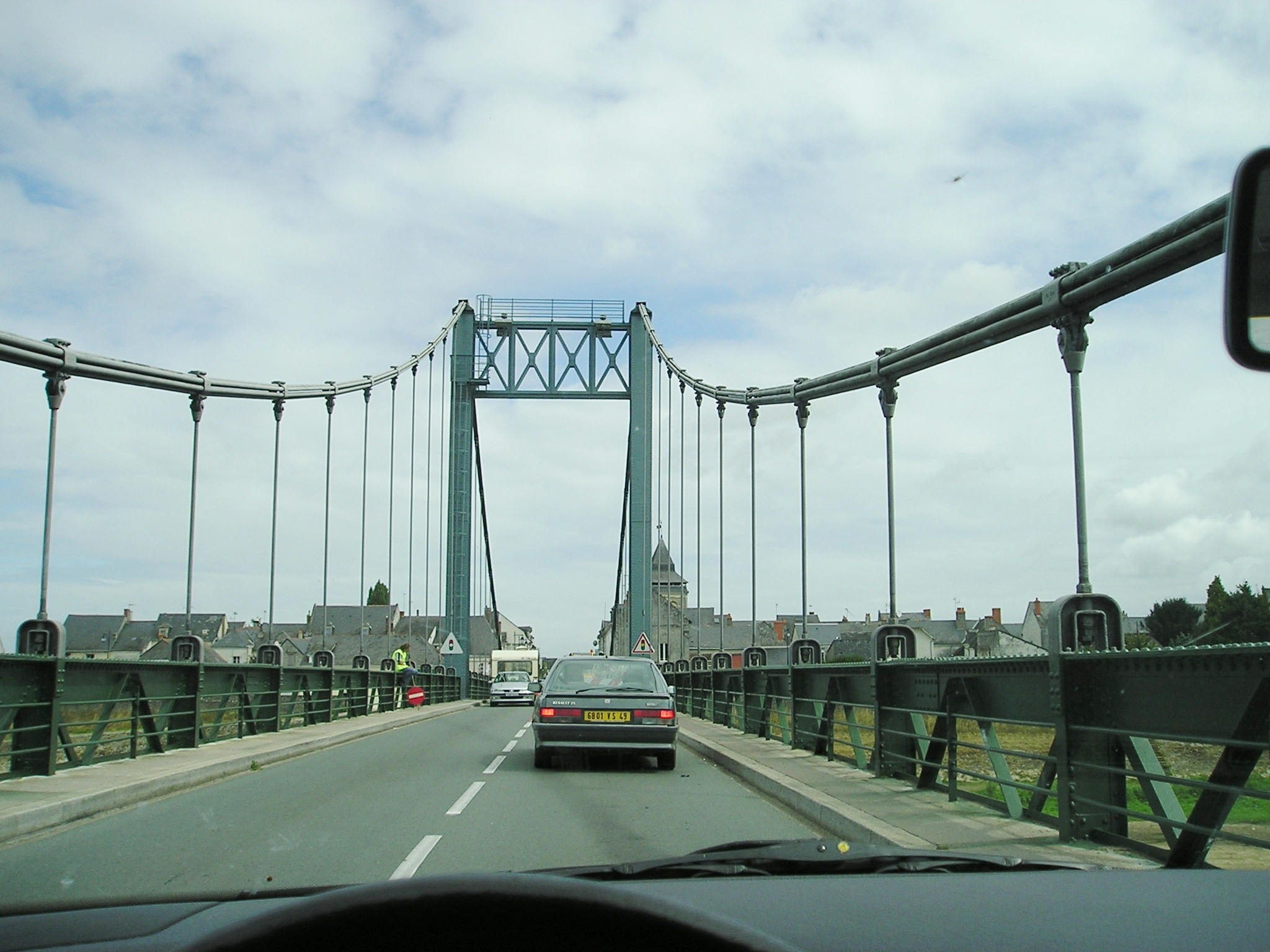
Hängebrücke von Gennes
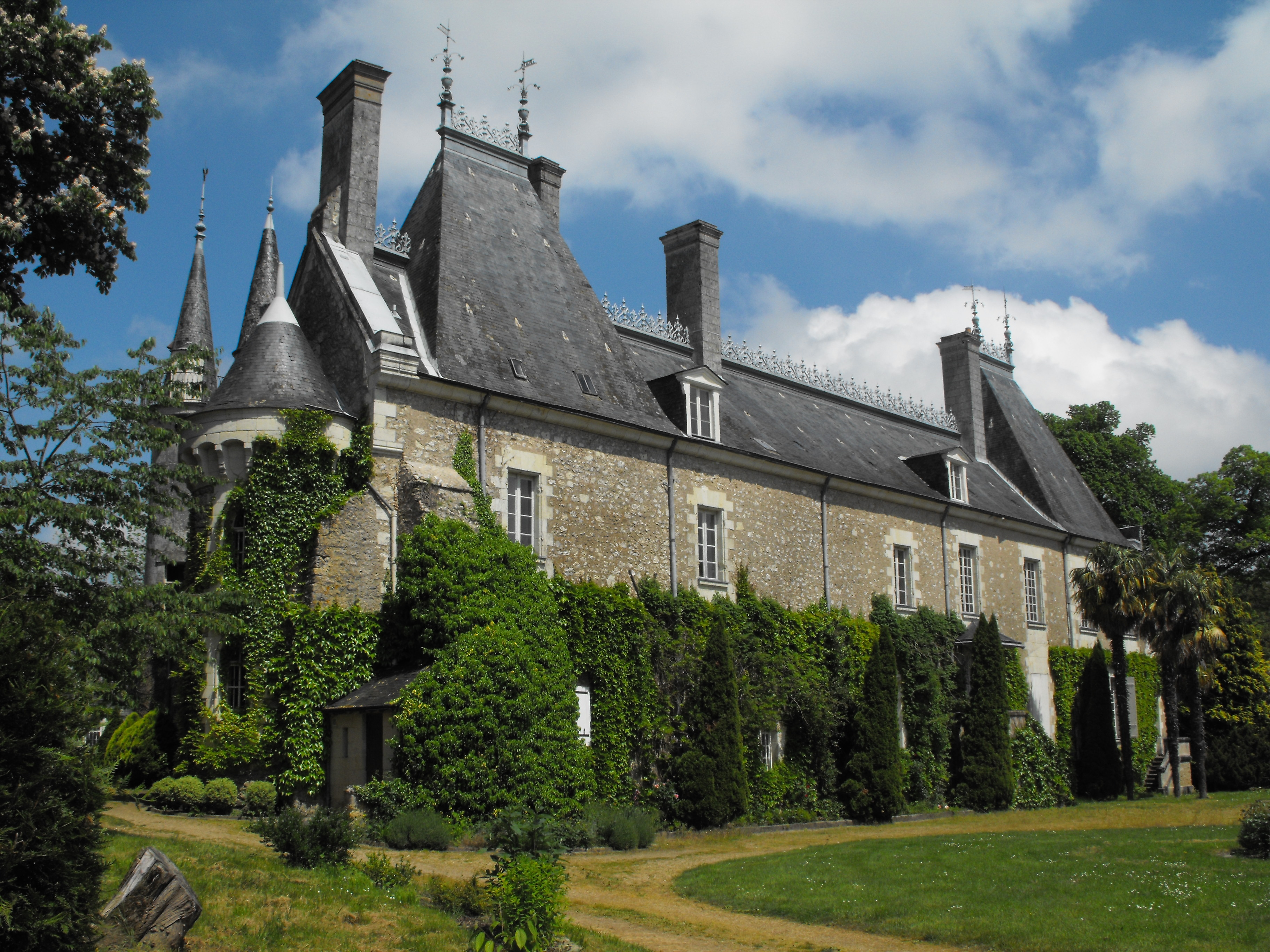
Schloss von Milly-le-Meugon
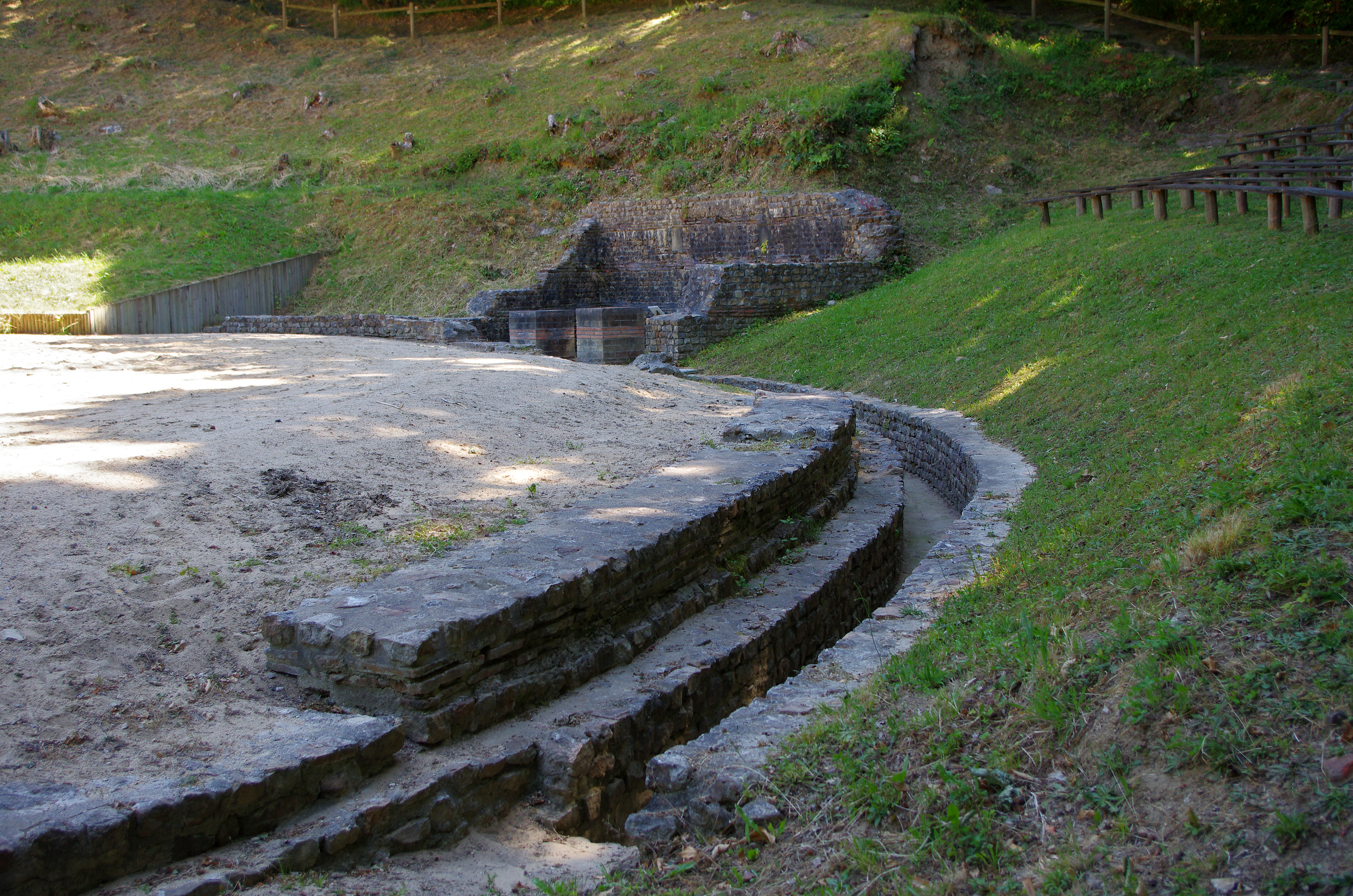
Euripe, gallo-römisches Amphitheater
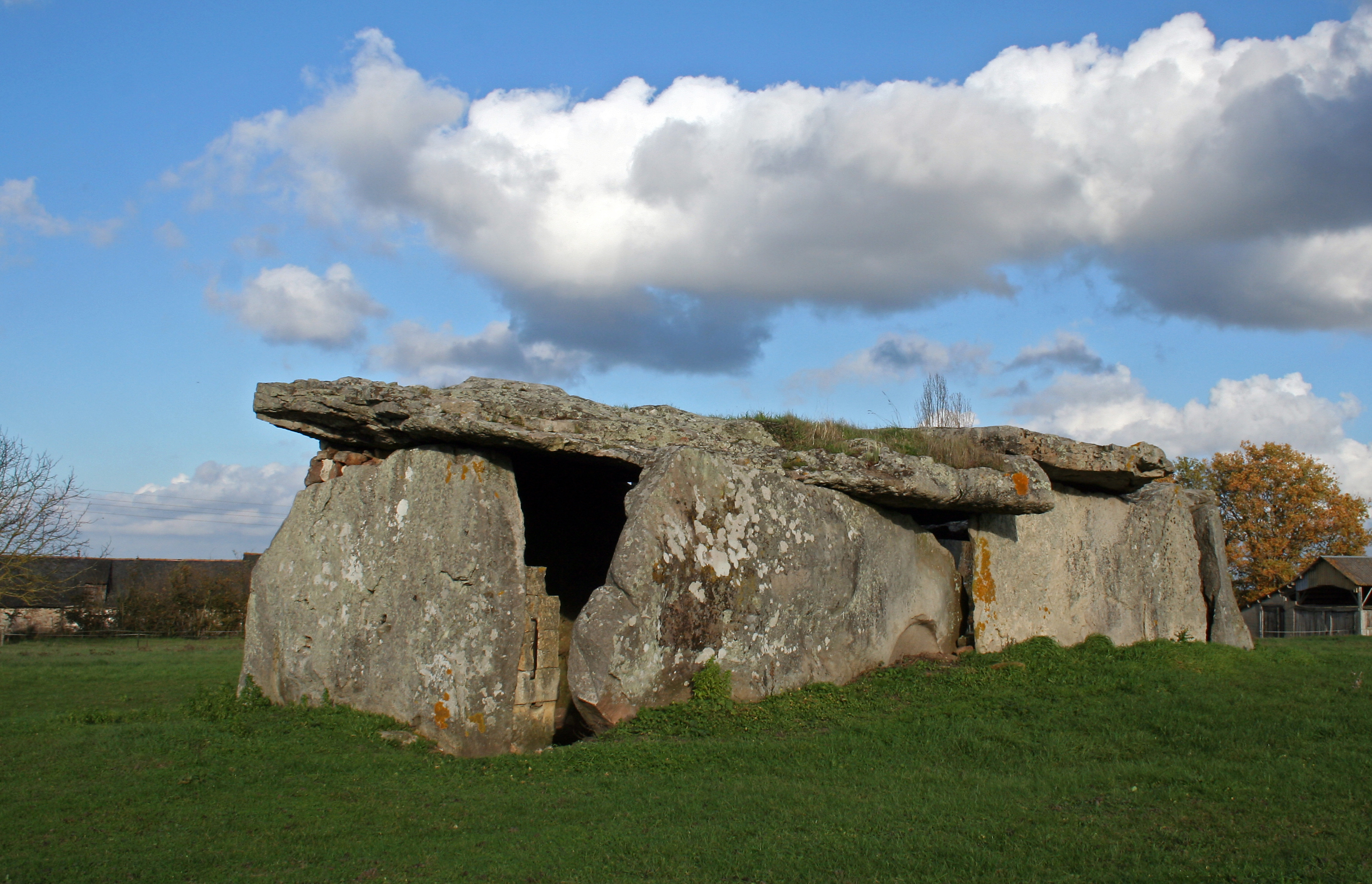
Dolmen de la Pierre Folle in der Nähe des Ortes

### Grézillé
- Kirche Saint-Hilaire
- Schloss Pimpéan, Monument historique seit 1959
- Mühle Gasté, Monument historique seit 1999

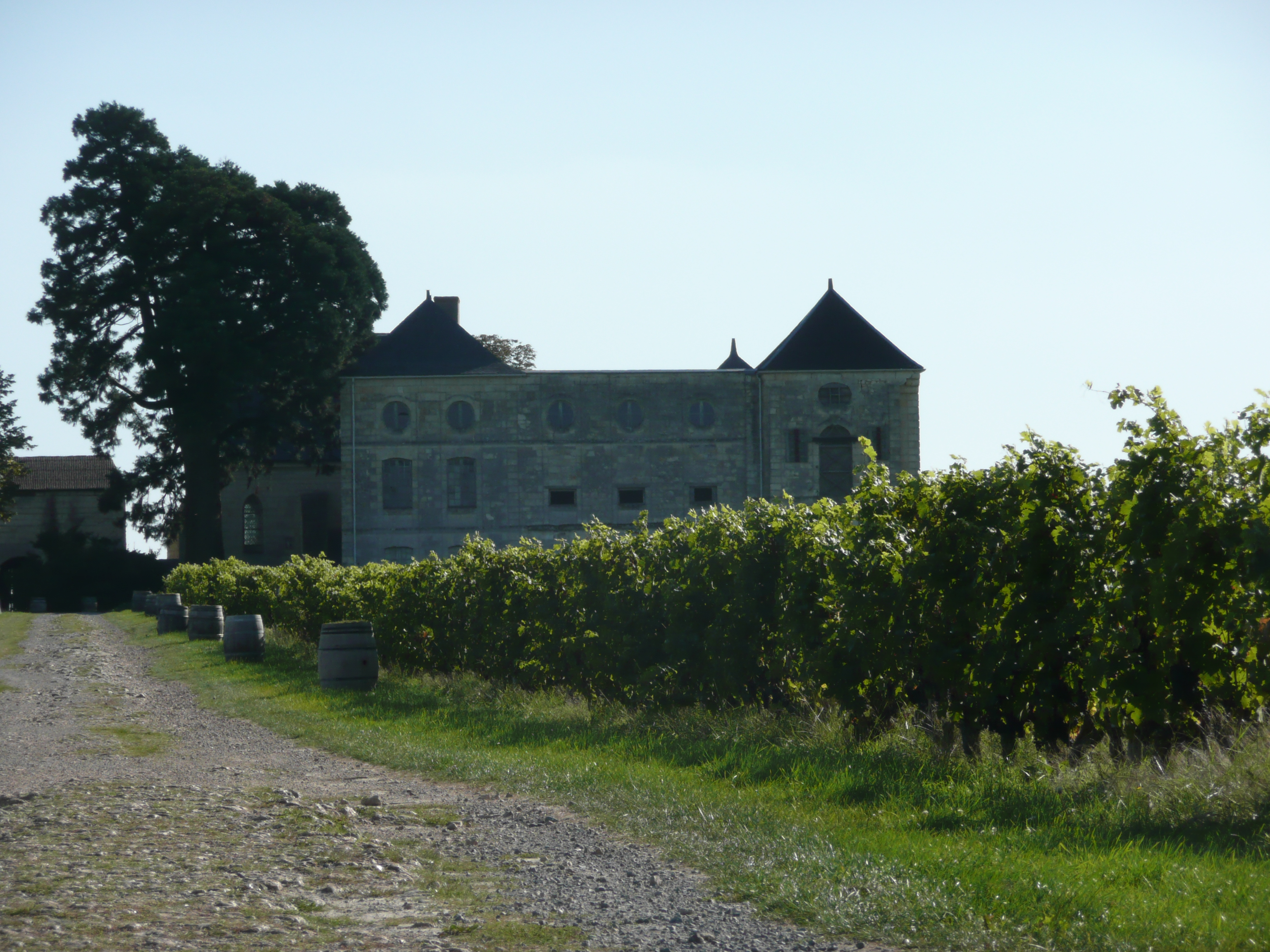
Schloss Pimpéan
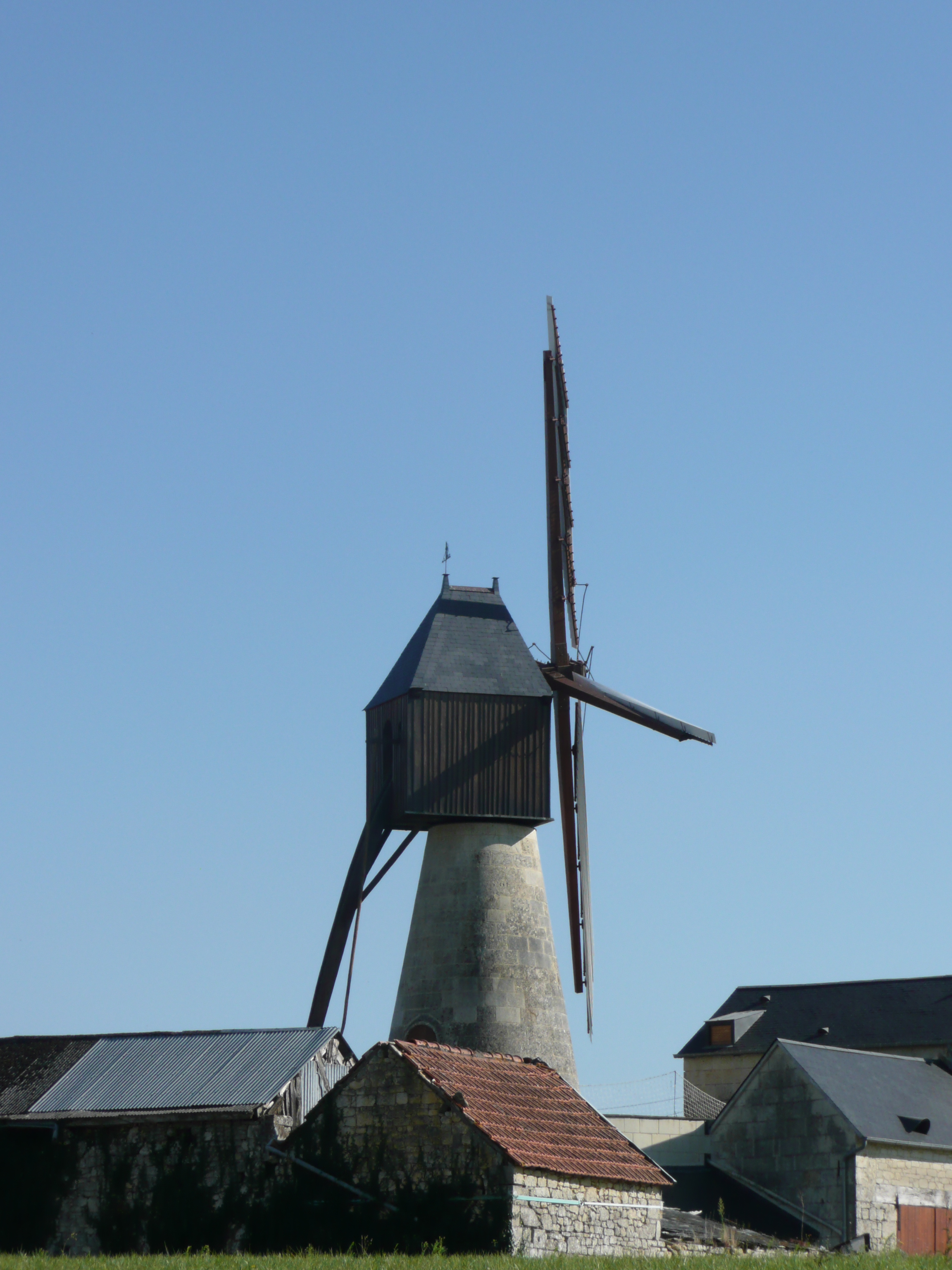
Mühle Gasté

### Saint-Georges-des-Sept-Voies
- Kirche Saint-Barnabé, seit 1958 Monument historique
- Kirche Saint-Pierre-en-Vaux, seit 1984 Monument historique
- Herrenhaus La Sansonière, Monument historique

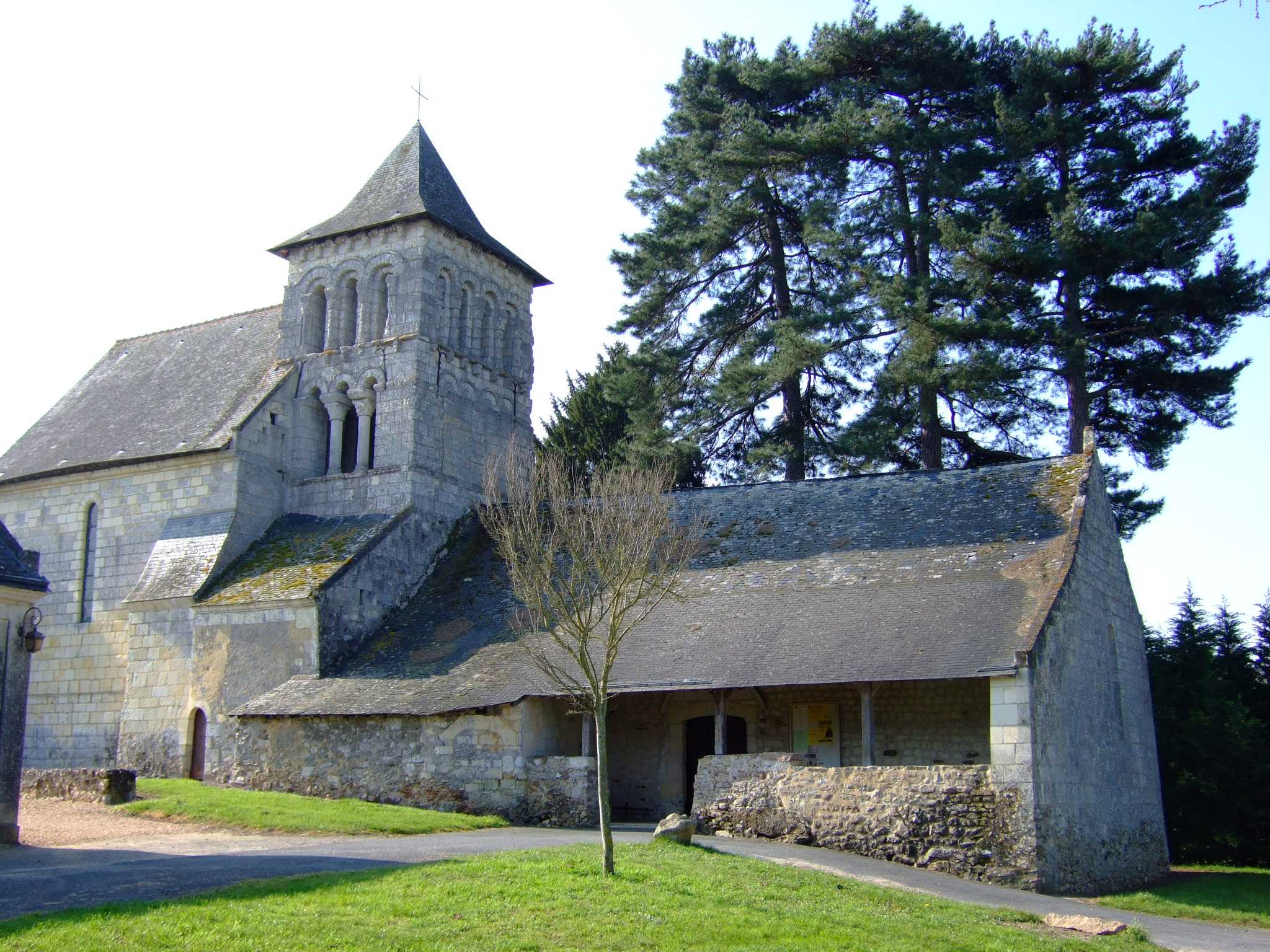
Kirche Saint-Barnabé
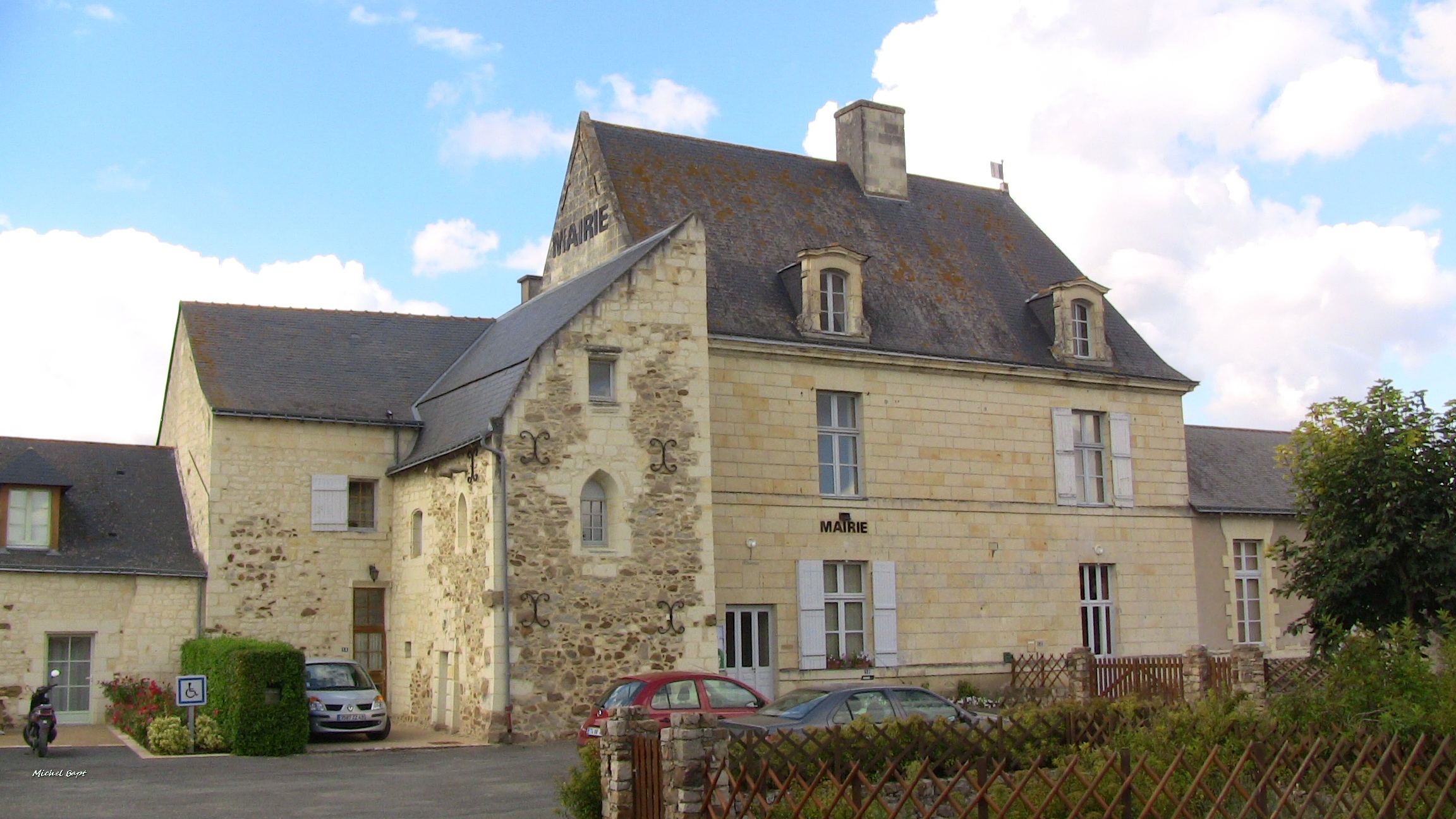
Herrenhaus La Sansonière

### Le Thoureil
- zahlreiche Dolmen und Menhire
- Kirche Saint-Genulf, seit 1905/1914 Monument historique
- Kirche Saint-Gervais-et-Saint-Protais in Bessé, seit 1964 Monument historique
- Abtei Saint-Maur de Glanfeuil, seit 1958/1979/1996 Monument historique

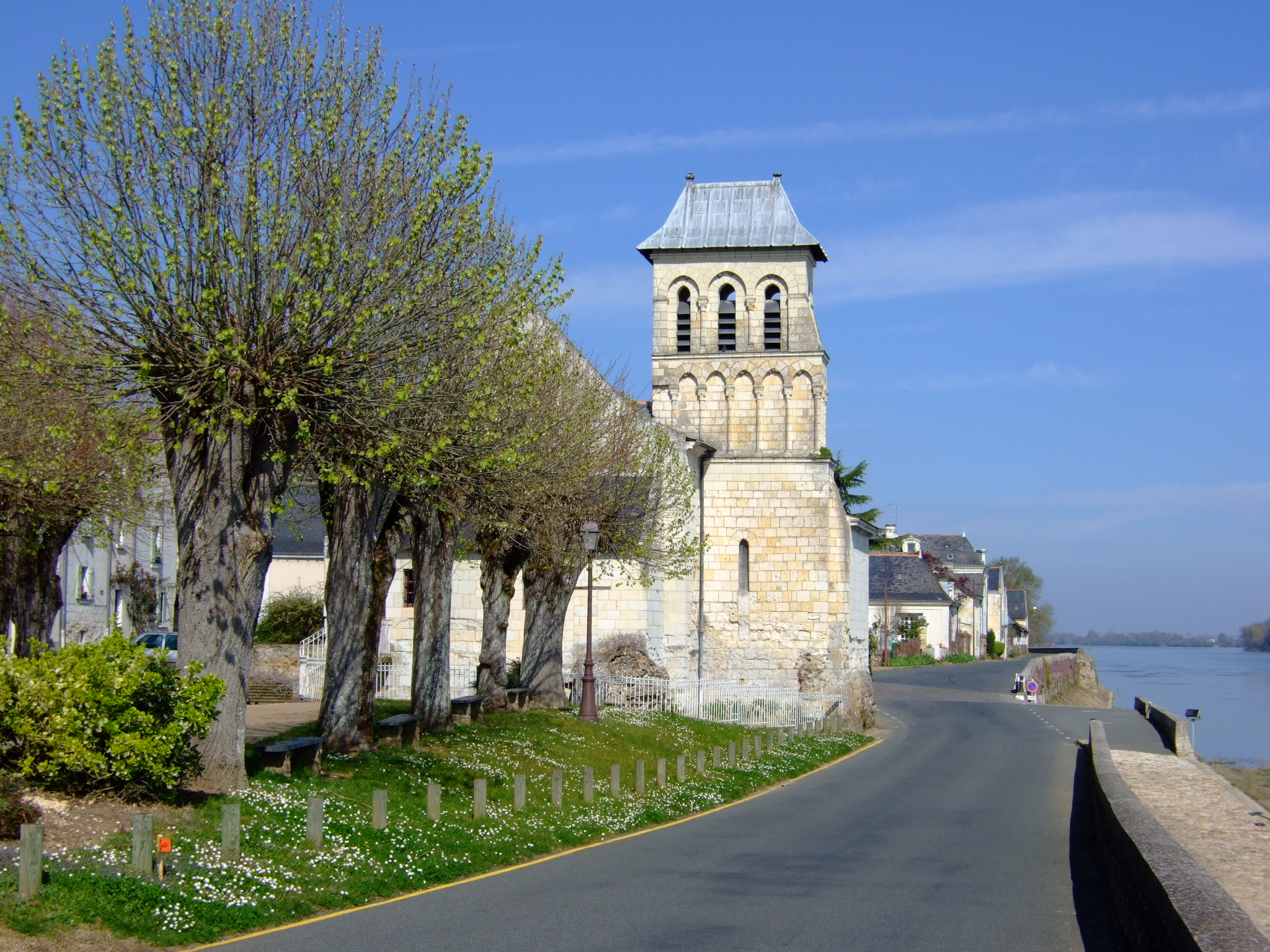
Kirche Saint-Genulf
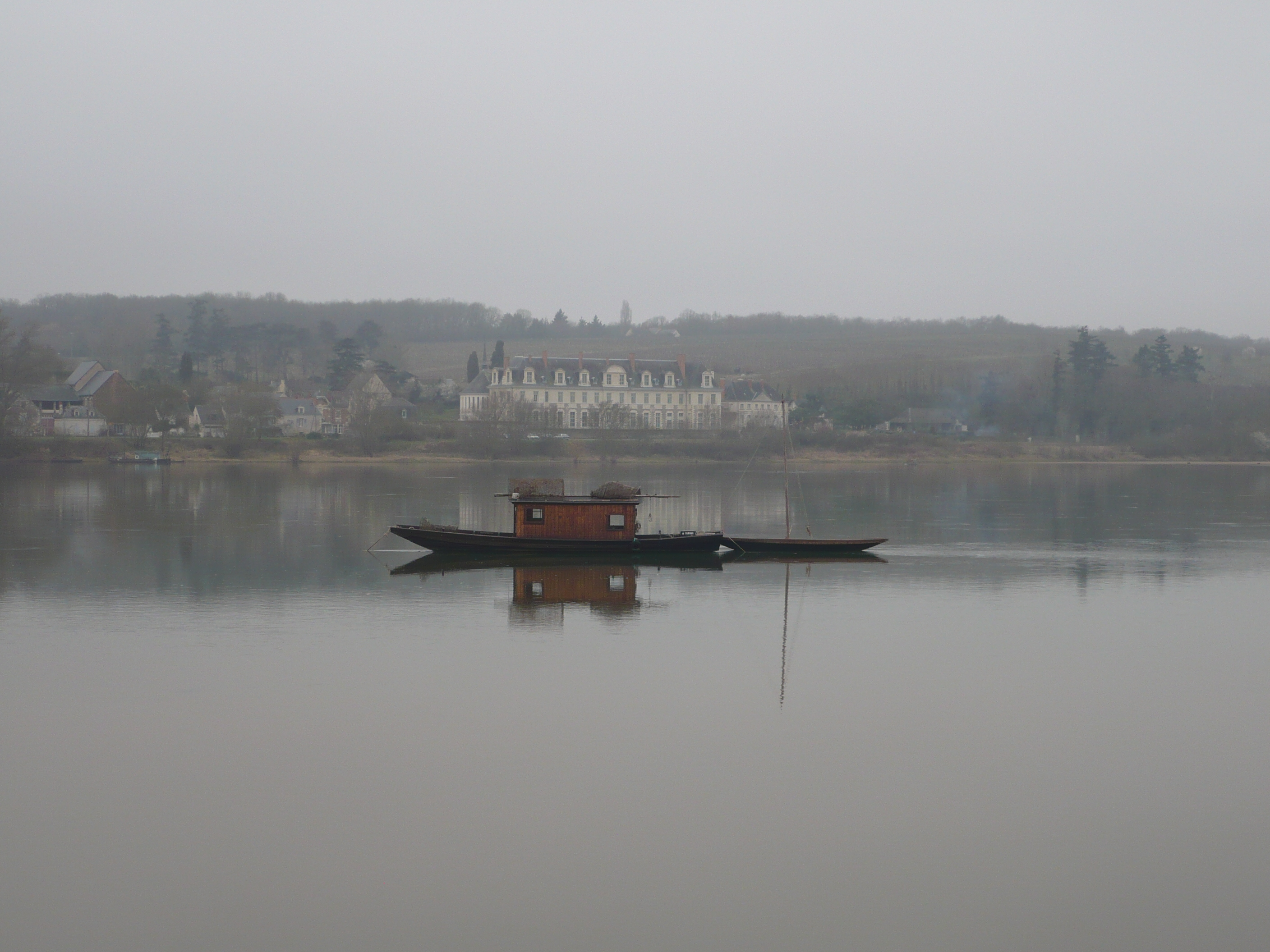
Kloster Saint-Maur

### Les Rosiers-sur-Loire
- Kirche Notre-Dame aus dem 13. Jahrhundert mit An- und Umbauten aus dem 15., 16. und 19. Jahrhundert, Glockenturm aus dem 15. Jahrhundert, Monument historique seit 1971
- Kapelle La Bonne-Dame (auch: Kapelle Le Patoil) aus dem 13. Jahrhundert
- Kapelle Saint-Nicolas aus dem 15. Jahrhundert
- Port de la Vallée, Gebäude aus dem 15. Jahrhundert, seit 1954 Monument historique
- Windmühle von Basses-Terres, um 1725 errichtet, seit 1984 Monument historique
- Pfarrhaus aus dem 16. Jahrhundert, seit 1970 Monument historique

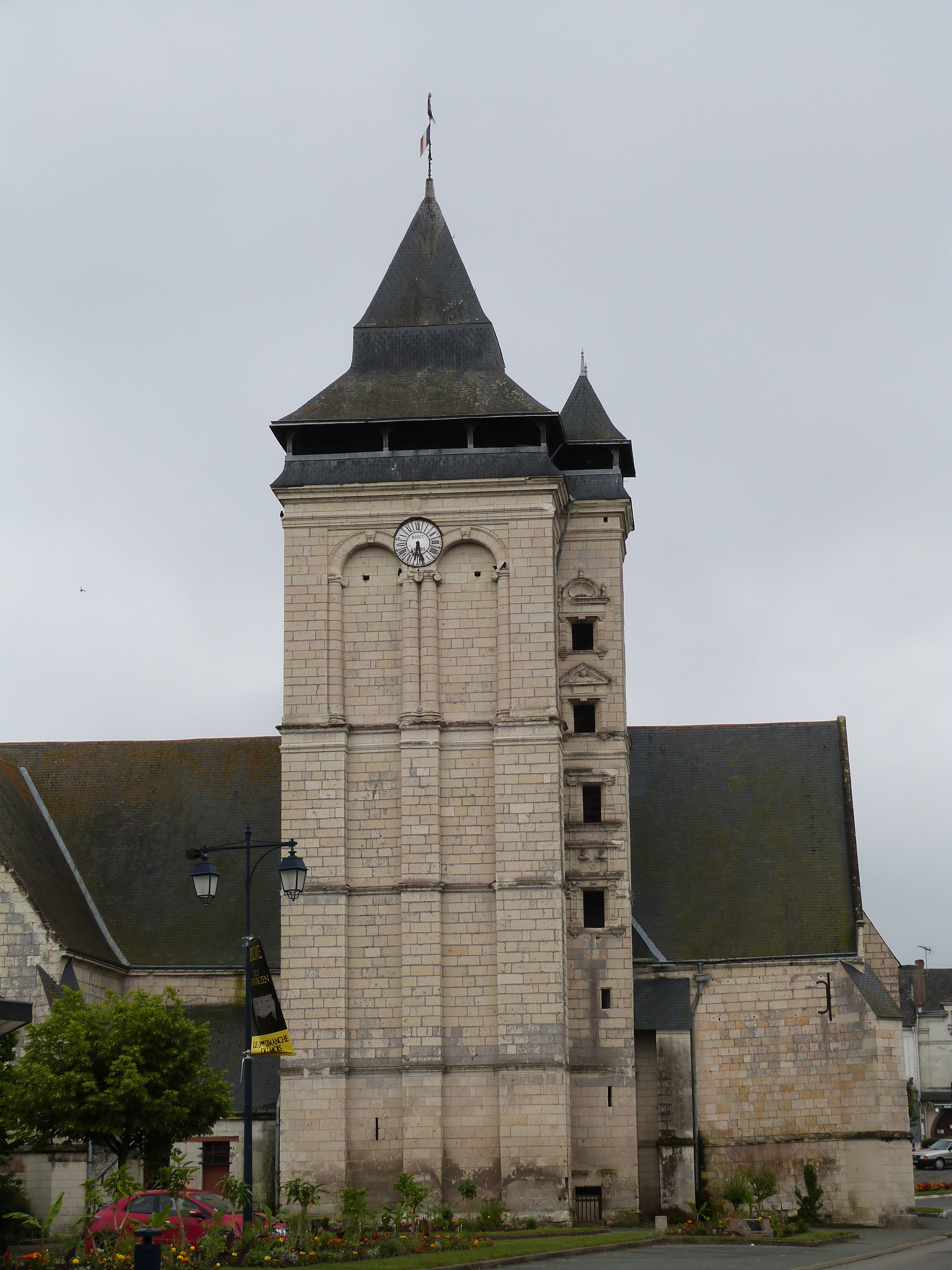
Glockenturm der Kirche Notre-Dame

- Gutshof aus dem 17. Jahrhundert
- Hängebrücke, erbaut 1839 bis 1842

### Saint-Martin-de-la-Place
- Kirche Saint-Martin, seit 1957 Monument historique
- Priorat La Madeleine de Boumois, seit 1964 Monument historique
- Schloss Boumois aus dem 15./16. Jahrhundert, seit 1953 Monument historique
- Schloss La Poupardière aus dem 16. Jahrhundert

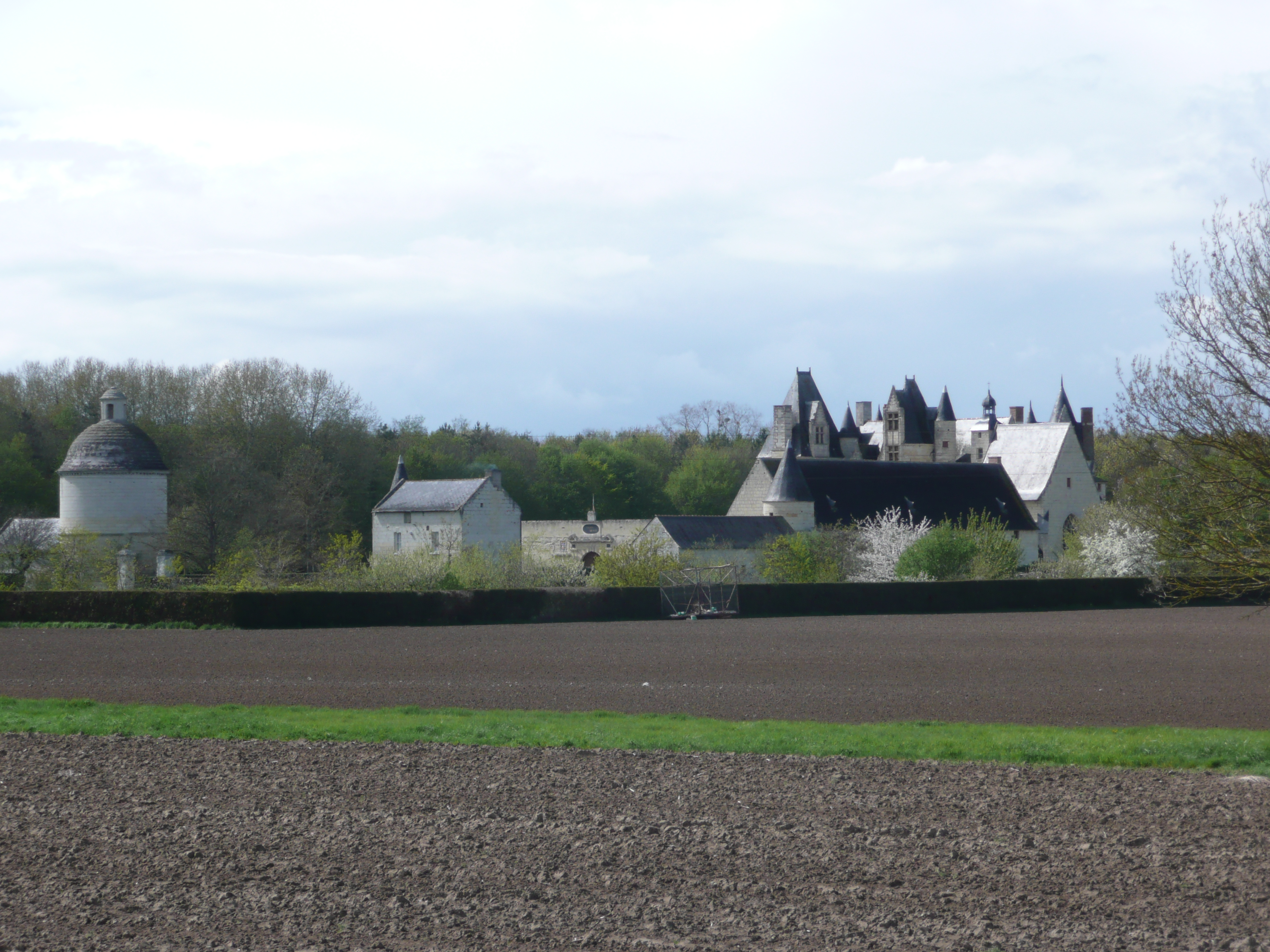
Schloss Boumois

## Persönlichkeiten
- Louis Marie Aubert Du Petit-Thouars (1758–1831), Botaniker
- Aristide Aubert Dupetit-Thouars (1760–1798), Admiral

## Gemeindepartnerschaften
Mit der britischen Gemeinde Wincanton in Somerset (England) besteht seit 1974 eine Partnerschaft.